# البدع الغربیه
البدع الغربیه یک منطقهٔ مسکونی در قطر است که در شهرداری دوحه واقع شده‌است.